# Джемма Беллінчоні
Джемма Беллінчоні (італ. Gemma Bellincioni, Матильда Чезіра Беллінчоні італ. Matilda Cesira Bellincioni, 18 серпня 1864, Монца, Ломбардія, Італія — 23 квітня 1950, Неаполь, Кампанія, Італія) — італійське сопрано, одна з найвідоміших співачок кінця XIX століття, педагог. Вона з'явилася завдяки своїм інтерпретаціям італійського веристичного репертуару і була особливо відома своєю харизматичною грою, ніж якістю свого голосу.

## Біографія
Народилася в сім'ї співаків Чезаре Беллінчоні та Карлотти Соролдоні, які були її першими вчителями співу. Потім навчалася в Мілані, де в 1879 році відбувся її дебют в опері Джузеппе Дель'Орефісе «Таємниця герцогині» (Il Segreto della Duchessa). Виступала в Іспанії та Португалії (1882) та в Римі (1885). У 1886 році дебютувала в міланській «Ля Скала» в ролі Віолетти в опері «Травіата» Джузеппе Верді. Пізніше Джемма Беллінчоні брала участь у прем'єрах багатьох веристичних опер. 17 травня 1890 року виконувала роль Сантуцци в опері «Сільська честь» П'єтро Масканьї на прем'єрі в римському театрі Костанці. Завдяки її художній інтуїції та драматургічній ефектності її часто обирали першим інтерпретатором нових творів. Її партнером у ролі Турідду був тенор Роберто Станньо (1836—1897), супутник її життя. Вони познайомилися під час її гастролей в Аргентині.

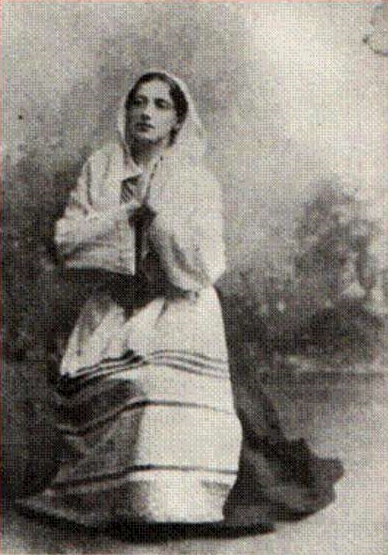
Соломія Крушельницька як Сантуцца в опері «Сільська честь»

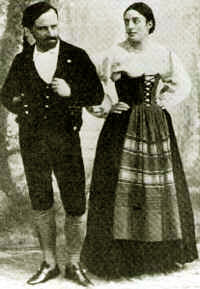
Листівка, опублікована приблизно в 1900 році, із зображенням Джемми Беллінчоні в ролі Сантуцци та її чоловіка Роберто Станньо в ролі Туріду на прем'єрі опери «Сільська честь» 1890 року

У сезоні 1892—1893 років Джемма Беллінчоні від січня до травня гастролювала у Львові, де мала нагоду слухати Соломію Крушельницьку (1872—1952), в тому числі також і в опері «Сільська честь». Соломія в 1893 році якраз закінчувала Львівську консерваторію Галицького музичного товариства. Джемма Беллінчоні, як досвідчена співачка і згодом відомий педагог, оцінила талант молодої української співачки та переконала Соломію їхати до Італії продовжувати навчання у визнаних майстрів бельканто. Згодом, у Мілані, навчаючись у Фаусти Креспі (Fausta Crespi), Соломія мешкала у Джемми Беллінчоні.
17 листопада 1898 року Джемма Беллінчоні співала партію Федори в опері «Федора» Умберто Джордано.
У 1906 році в Турині вона виконала заголовну партію під час італійської прем'єри опери «Саломея» Ріхарда Штрауса під керівництвом композитора. Протягом наступних років співала в усіх великих оперних театрах Європи та Південної Америки.
У 1911 році Джемма Беллінчоні завершила сценічну кар'єру і присвятила себе викладацькій діяльності, викладала спів у Берліні (1911—1915), Відні (1931—1932) та Неаполі (з 1932). Джемма Беллінчоні написала посібник для навчання співу, опублікований у Берліні в 1912 році, і автобіографію «Я і сцена» (Io e il palcoscenico), опубліковану в Мілані в 1920 році. Її сестра Саффо Фріджотті (Saffo Frigiotti) стала відомою як меццо-сопрано, її дочка Б'янка Станьо Беллінчоні як сопрано.
У 1916 році разом зі своєю донькою Б'янкою Станньо Беллінчоні (1888—1980) грала в кількох фільмах кіностудії «Tespi Film», де серед іншого грала Сантуццу в опері «Сільська честь» режисера Уго Фалена. Згодом заснувала власну продюсерську компанію «Б'янкаджемма» (Biancagemma), яка випустила кілька фільмів у 1919—1920 роках, до кризи, в яку потрапив італійський кінематограф.

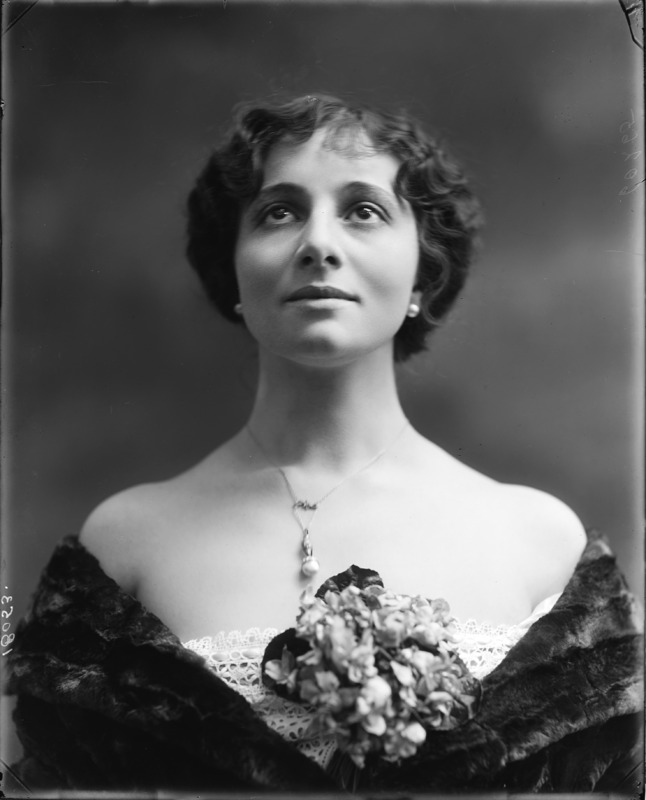
Б'янка Станньо Беллінчоні. 1932

Лише в 1924 році вона періодично кілька разів виступала в Нідерландах, але її голос уже не був таким, як раніше.
Останні роки свого життя вона прожила в Неаполі, де й померла 23 квітня 1950 у віці 85 років. Її партнер Роберто Станньо помер у віці 53 років (1897). Вона похована разом зі своїм супутником у Ліворно на кладовищі Монтенеро.

## Фільмографія

### Режисер і акторка[7]
- 1916 — Сільська честь[it] / (Cavalleria rusticana), режисер Уго Фалена[it]
- 1916 — Сестра Тереза / (Suor Teresa), режисер Уго Фалена
- 1917 — Донна Ліза / (Donna Lisa)
- 1918 — Заблудле життя / (Vita traviata)
- 1918 — Огортаюче полум'я / (Fiamme avvolgenti), режисер Едоардо Бенчівенга[it]
- 1918 — Баронеса Дарія / (La baronessa Daria)
- 1918 — Ціна щастя / (Il prezzo della felicità)
- 1919 — Таємниця чи божевілля? / (Mistero o follia?)
- 1920 — Іоанна I Анжуйська, королева Неаполя[it] / (Giovanna I d'Angiò, regina di Napoli)
- 1921 — Тетяна, польська танцівниця / (Tatiana, la danzatrice polacca)
- 1921 — Міртіль / (Mirtil)
- 1921 — Метелик / (Papillon)
- 1922 — Зламана ліана / (Liana spezzata)
- 1922 — Блакитна принцеса / (La principessa d'azzurro)
- 1923 — Сатанинський / (Satanica)